# کلیراسیل
کلیراسیل (انگلیسی: Clearasil) شرکت لوازم بهداشتی آمریکایی است، که در سال ۱۹۵۰ تأسیس شد.